# Joachim Foltys
Joachim Piotr Foltys (ur. 12 września 1958 r. w Rudzie) – polski ekonomista, specjalizujący się w ekonomice i organizacja produkcji; nauczyciel akademicki związany z uczelniami na Górnym Śląsku i Opolszczyźnie.

## Życiorys
Urodził się w 1958 roku w Rudzie, obecnej dzielnicy Rudy Śląskiej. Po ukończeniu kolejno szkoły podstawowej i średniej, podjął studia na kierunku organizacja i zarządzanie przemysłem w Politechnice Śląskiej. Ukończył je w 1983 roku zdobyciem dyplomu magistra inżyniera. Następnie podjął studia doktoranckie na Akademii Ekonomicznej im. Karola Adamieckiego w Katowicach, zakończone w 1991 roku zdobyciem stopnia naukowego doktora nauk ekonomicznych na podstawie pracy pt. Informacyjne metody kontroli realizacji celów w przedsiębiorstwie przemysłowym, której promotorem była prof. Urszula Gros. Bezpośrednio po ukończeniu studiów został zatrudniony na Uniwersytecie Śląskim. Habilitował się Wydziale Ekonomicznym  Uniwersytetu Mateja Bela w  Bańskiej Bystrzycy na Słowacji. Na śląskim uniwersytecie był pierwszym dyrektorem Szkoły Zarządzania tej uczelni mieszczącej się w Chorzowie, która prowadziła 3-letnie zawodowe studia licencjackie na kierunku zarządzanie. Następnie pracował w Samodzielnym Zakładzie Teorii i Metodologii Ekonomii na Wydziale Finansów i Ubezpieczeń Uniwersytetu Ekonomicznego w Katowicach jako profesor nadzwyczajny.
W 2010 roku związał się zawodowo z Politechniką Opolską, otrzymując posadę profesora nadzwyczajnego oraz kierownika Katedry Organizacji i Zarządzania Przedsiębiorstwem. W 2012 roku został wybrany na funkcję dziekana Wydziału Ekonomii i Zarządzania na tej uczelni. Pełnił ją do 2016 roku przegrywając wybory z prof. Januszem Wielkim. Ponadto w 2013 roku został wybrany prezesem Opolskiego Parku Naukowo-Technologicznego (do 2016 roku).
Aktualnie jest profesorem uczelni w Wyższej Szkoły Humanitas w Sosnowcu oraz członkiem rady naukowej Towarzystwa Naukowego Organizacji i Kierownictwa. 
Poza działalnością uczelnianą przez wiele pracował w bankowości i przemyśle, będąc m.in. dyrektorem  Huty Batory. Ponadto był zastępca dyrektora ds. promocji i rozwoju, a od 2020 roku dyrektor Państwowego Szpitala dla Nerwowo i Psychicznie Chorych w Rybniku.

## Dorobek naukowy
Jego zainteresowania naukowe koncentrują się wokół tematyki związanej z ekonomią, organizacją i zarządzaniem, a także inżynierią produkcji. Kierunki jego działalności naukowej dotyczą głównie outsourcingu, lecz także restrukturyzacji wybranych branż przemysłu i efektów restrukturyzacji oraz zarządzania jakością. Jest autorem ponad czterdziestu publikacji, kilkudziesięciu referatów na konferencje, kilku wdrożeń przemysłowych, a także recenzentem wielu prac naukowych oraz sześciu monografii.